# مدرسة فكرية

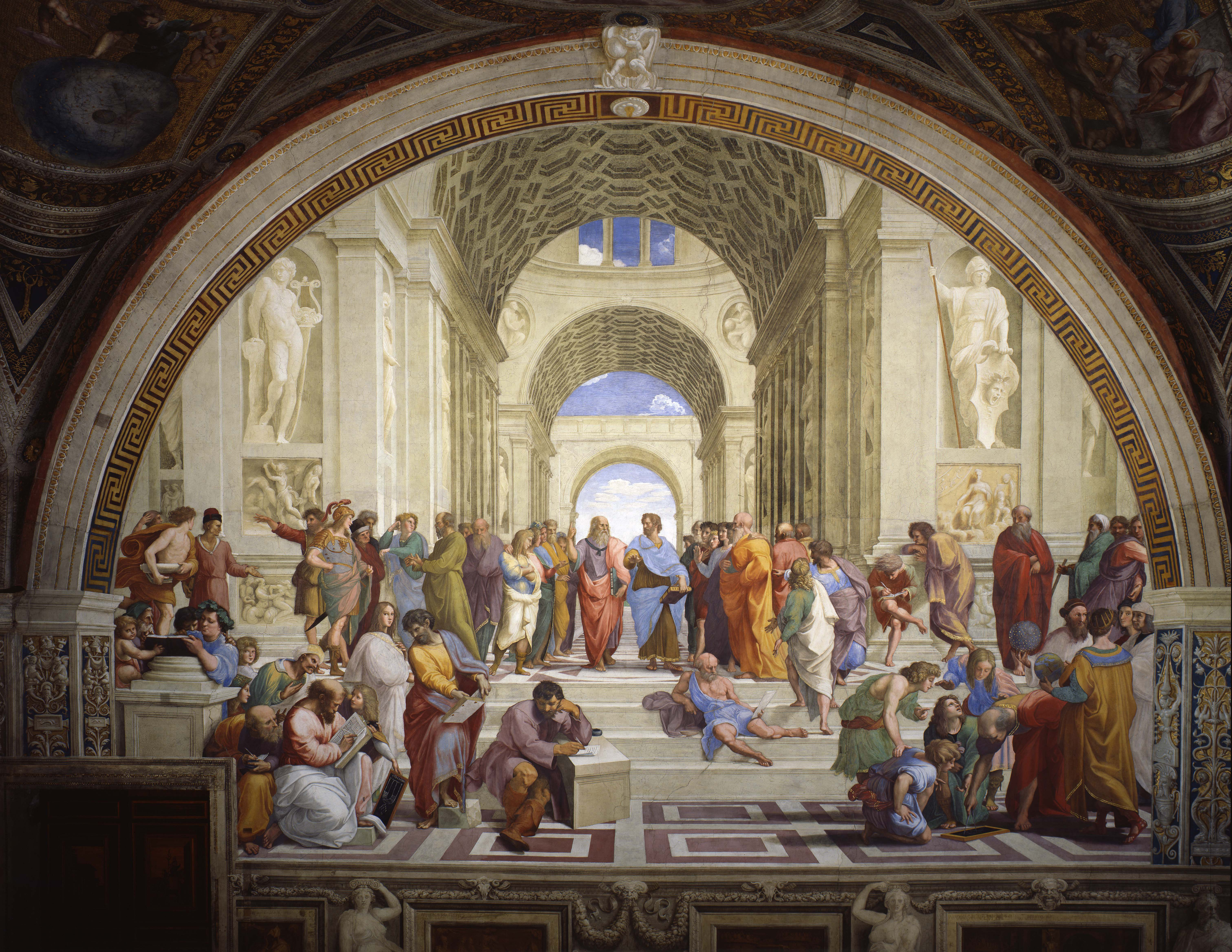

المدرسة الفكرية أو التراث الفكري هي مجموعة من الأناس الذين يجمعهم فكر مشترك واحد أو خصائص مشتركة معينة متعلقة بفكر فلسفي أو ثقافي أو اقتصادي أو سياسي أو فني معين. عادة ما يتم تصنيف مدارس الفكر إلى «قديمة» أو «جديدة» حسب أعمارها ومدة شيوعها. إضافة إلى ذلك جرت العادة أن تصنف المدارس الفلسفية والسياسية كمدارس «حديثة» أو «كلاسيكية» ومثال ذلك الليبرالية الحديثة والكلاسيكية ويعتبر ذلك الانقسام ناتج عن تحول البارادايم ولكن قلما يشيع نوعان فقط من المدارس الفكرية في مجال معين.
كثيرا ما يتم تسمية المدراس الفكرية بأسماء موجديها كمدرسة رينزاي التابعة لفلسفة زن والمدرسة الأشعرية التي أوجدها أبو الحسن الأشعري أيضا كثيرا ما تسمى المدراس الفكرية بأسماء الأماكن التي أنشأت بها كمدرسة الأيونية في إيونية.